# Europamästerskapet i volleyboll för damer 2011
Europamästerskapet i volleyboll för damer 2011 var det 27:e europamästerskapet för damer och arrangerades 23 september - 2 oktober 2011 i Italien och Serbien. Serbien vann sin först EM-titel genom att vinna över Tyskland med 3–2 i finalen. Jovana Brakočević, Serbien, utsågs till mest värdefulla spelare.

## Kvalificering
| Lag           | Kvalificerade sig genom att vara    |
| ------------- | ----------------------------------- |
| Azerbajdzjan  | Vinnare grupp A - andra kvalrundan  |
| Bulgarien     | Vinnare grupp F - andra kvalrundan  |
| Kroatien      | Vinnare playoff - tredje kvalrundan |
| Tjeckien      | Vinnare grupp B - andra kvalrundan  |
| Frankrike     | Vinnare playoff - tredje kvalrundan |
| Tyskland      | Fyra vid EM 2009                    |
| Israel        | Vinnare playoff - tredje kvalrundan |
| Italien       | Värd                                |
| Nederländerna | Tvåa vid EM 2009                    |
| Polen         | Trea vid EM 2009                    |
| Rumänien      | Vinnare grupp E - andra kvalrundan  |
| Ryssland      | Sexa vid EM 2009                    |
| Serbien       | Värd                                |
| Spanien       | Vinnare grupp D - andra kvalrundan  |
| Turkiet       | Femma vid EM 2009                   |
| Ukraina       | Vinnare grupp C - andra kvalrundan  |

## Format
Turneringen spelades i två steg, gruppspel och slutspel. I gruppspelet var de 16 lagen uppdelade i 4 grupper om 4 lag i varje. Inom gruppen mötte lagen varandra en gång. De tre bästa gick vidare till slutspel. Gruppvinnaren gick direkt till kvartsfinal medan tvåorna och treorna spelade åttonsdelsfinal. Finalspelet inkluderade en match om tredjepris.

## Gruppsammansättning
| Grupp A   | Grupp B      | Grupp C  | Grupp D       |
| --------- | ------------ | -------- | ------------- |
| Frankrike | Azerbajdzjan | Tjeckien | Bulgarien     |
| Tyskland  | Kroatien     | Israel   | Nederländerna |
| Serbien   | Italien      | Polen    | Ryssland      |
| Ukraina   | Turkiet      | Rumänien | Spanien       |

## Arenor
Turneringen spelades på fyra arenor i fyra städer (två i Italien och två i Serbien). Varje stad var värd för en grupp under gruppspelet. Åttondels- och kvartsfinalerna spelades i Monza och Belgrad. Semifinal, match om tredjepris och final spelades i Belgrad.
| Grupp A, Slutspel                     | Grupp C                | · Belgrad Zrenjanin Arenornas läge i Serbien   |
| Belgrad, Serbien                      | Zrenjanin, Serbien     | · Belgrad Zrenjanin Arenornas läge i Serbien   |
| Hala Pionir                           | Crystal Hall           | · Belgrad Zrenjanin Arenornas läge i Serbien   |
| Kapacitet: 5,900                      | Kapacitet: 2,800       | · Belgrad Zrenjanin Arenornas läge i Serbien   |
|                                       |                        | · Belgrad Zrenjanin Arenornas läge i Serbien   |
| Grupp B, Åttondels- och kvartsfinaler | Grupp D                | · Monza Busto Arsizio Arenornas läge i Italien |
| Monza, Italien                        | Busto Arsizio, Italien | · Monza Busto Arsizio Arenornas läge i Italien |
| PalaIper                              | PalaYamamay            | · Monza Busto Arsizio Arenornas läge i Italien |
| Kapacitet: 4,500                      | Kapacitet: 5,000       | · Monza Busto Arsizio Arenornas läge i Italien |
|                                       |                        | · Monza Busto Arsizio Arenornas läge i Italien |

## Gruppspel
| (A) | Vidare till kvartsfinal    |
| (a) | Vidare till åttondelsfinal |

- Alla tider är Central European Summer Time (UTC+02:00).

### Grupp A
- Arena: Hala Pionir, Belgrad, Serbien

|   |               | Poäng | Matcher | Matcher | Set | Set | Set   | Poäng | Poäng | Poäng |
| # | Lag           | Poäng | V       | F       | V   | F   | Kvot  | V     | F     | Kvot  |
| - | ------------- | ----- | ------- | ------- | --- | --- | ----- | ----- | ----- | ----- |
| 1 | Tyskland (A)  | 9     | 3       | 0       | 9   | 1   | 9.000 | 245   | 187   | 1.310 |
| 2 | Serbien (a)   | 6     | 2       | 1       | 7   | 4   | 1.750 | 249   | 215   | 1.158 |
| 3 | Frankrike (a) | 3     | 1       | 2       | 4   | 6   | 0.667 | 205   | 223   | 0.919 |
| 4 | Ukraina       | 0     | 0       | 3       | 0   | 9   | 0.000 | 152   | 226   | 0.673 |

| Datum  | Tid   |           | Resultat |           | Set 1 | Set 2 | Set 3 | Set 4 | Set 5 | Totalt | Rapport |
| ------ | ----- | --------- | -------- | --------- | ----- | ----- | ----- | ----- | ----- | ------ | ------- |
| 24 Sep | 17:00 | Tyskland  | 3–0      | Ukraina   | 25–17 | 25–15 | 25–17 |       |       | 75–49  | Rapport |
| 24 Sep | 20:00 | Frankrike | 1–3      | Serbien   | 25–20 | 15–25 | 11–25 | 19–25 |       | 70–95  | Rapport |
| 25 Sep | 17:00 | Frankrike | 0–3      | Tyskland  | 18–25 | 23–25 | 18–25 |       |       | 59–75  | Rapport |
| 25 Sep | 20:00 | Serbien   | 3–0      | Ukraina   | 25–18 | 25–18 | 25–14 |       |       | 75–50  | Rapport |
| 26 Sep | 17:00 | Ukraina   | 0–3      | Frankrike | 24–26 | 14–25 | 15–25 |       |       | 53–76  | Rapport |
| 26 Sep | 20:00 | Serbien   | 1–3      | Tyskland  | 22–25 | 15–25 | 25–20 | 17–25 |       | 79–95  | Rapport |

### Grupp B
- Arena: PalaIper, Monza, Italien

|   |                  | Poäng | Matcher | Matcher | Set | Set | Set   | Poäng | Poäng | Poäng |
| # | Lag              | Poäng | V       | F       | V   | F   | Kvot  | V     | F     | Kvot  |
| - | ---------------- | ----- | ------- | ------- | --- | --- | ----- | ----- | ----- | ----- |
| 1 | Italien (A)      | 7     | 2       | 1       | 8   | 4   | 2.000 | 272   | 254   | 1.071 |
| 2 | Turkiet (a)      | 5     | 2       | 1       | 6   | 6   | 1.000 | 275   | 258   | 1.066 |
| 3 | Azerbajdzjan (a) | 3     | 1       | 2       | 5   | 7   | 0.714 | 262   | 283   | 0.926 |
| 4 | Kroatien         | 3     | 1       | 2       | 4   | 6   | 0.667 | 222   | 236   | 0.941 |

| Datum  | Tid   |              | Resultat |              | Set 1 | Set 2 | Set 3 | Set 4 | Set 5 | Totalt  | Rapport |
| ------ | ----- | ------------ | -------- | ------------ | ----- | ----- | ----- | ----- | ----- | ------- | ------- |
| 23 Sep | 17:30 | Turkiet      | 3–1      | Azerbajdzjan | 23–25 | 25–17 | 25–19 | 25–21 |       | 98–82   | Rapport |
| 23 Sep | 20:30 | Kroatien     | 0–3      | Italien      | 19–25 | 20–25 | 19–25 |       |       | 58–75   | Rapport |
| 24 Sep | 17:30 | Kroatien     | 3–0      | Turkiet      | 25–21 | 25–23 | 25–22 |       |       | 75–66   | Rapport |
| 24 Sep | 20:30 | Italien      | 3–1      | Azerbajdzjan | 25–22 | 25–22 | 21–25 | 25–16 |       | 96–85   | Rapport |
| 25 Sep | 17:30 | Azerbajdzjan | 3–1      | Kroatien     | 27–25 | 18–25 | 25–21 | 25–18 |       | 95–89   | Rapport |
| 25 Sep | 20:30 | Italien      | 2–3      | Turkiet      | 25–21 | 26–28 | 16–25 | 25–22 | 9–15  | 101–111 | Rapport |

### Grupp C
- Arena: Crystal Hall, Zrenjanin, Serbien

|   |              | Poäng | Matcher | Matcher | Set | Set | Set   | Poäng | Poäng | Poäng |
| # | Lag          | Poäng | V       | F       | V   | F   | Kvot  | V     | F     | Kvot  |
| - | ------------ | ----- | ------- | ------- | --- | --- | ----- | ----- | ----- | ----- |
| 1 | Polen (A)    | 9     | 3       | 0       | 9   | 0   | MAX   | 230   | 176   | 1.307 |
| 2 | Tjeckien (a) | 6     | 2       | 1       | 6   | 3   | 2.000 | 220   | 185   | 1.189 |
| 3 | Rumänien (a) | 3     | 1       | 2       | 3   | 6   | 0.500 | 202   | 210   | 0.962 |
| 4 | Israel       | 0     | 0       | 3       | 0   | 9   | 0.000 | 144   | 225   | 0.640 |

| Datum  | Tid   |          | Resultat |          | Set 1 | Set 2 | Set 3 | Set 4 | Set 5 | Totalt | Rapport |
| ------ | ----- | -------- | -------- | -------- | ----- | ----- | ----- | ----- | ----- | ------ | ------- |
| 24 Sep | 16:00 | Israel   | 0–3      | Polen    | 23–25 | 7–25  | 15–25 |       |       | 45–75  | Rapport |
| 24 Sep | 19:00 | Rumänien | 0–3      | Tjeckien | 27–29 | 19–25 | 16–25 |       |       | 62–79  | Rapport |
| 25 Sep | 16:00 | Polen    | 3–0      | Tjeckien | 25–20 | 28–26 | 25–20 |       |       | 78–66  | Rapport |
| 25 Sep | 19:00 | Israel   | 0–3      | Rumänien | 17–25 | 23–25 | 14–25 |       |       | 54–75  | Rapport |
| 26 Sep | 16:00 | Tjeckien | 3–0      | Israel   | 25–11 | 25–18 | 25–16 |       |       | 75–45  | Rapport |
| 26 Sep | 19:00 | Polen    | 3–0      | Rumänien | 27–25 | 25–18 | 25–22 |       |       | 77–65  | Rapport |

### Grupp D
- Arena: PalaYamamay, Busto Arsizio, Italien

|   |                   | Poäng | Matcher | Matcher | Set | Set | Set   | Poäng | Poäng | Poäng |
| # | Lag               | Poäng | V       | F       | V   | F   | Kvot  | V     | F     | Kvot  |
| - | ----------------- | ----- | ------- | ------- | --- | --- | ----- | ----- | ----- | ----- |
| 1 | Ryssland (A)      | 9     | 3       | 0       | 9   | 2   | 4.500 | 277   | 242   | 1.145 |
| 2 | Nederländerna (a) | 6     | 2       | 1       | 7   | 3   | 2.333 | 237   | 209   | 1.134 |
| 3 | Spanien (a)       | 3     | 1       | 2       | 4   | 6   | 0.667 | 218   | 232   | 0.940 |
| 4 | Bulgarien         | 0     | 0       | 3       | 0   | 9   | 0.000 | 177   | 226   | 0.783 |

| Datum  | Tid   |               | Resultat |               | Set 1 | Set 2 | Set 3 | Set 4 | Set 5 | Totalt | Rapport |
| ------ | ----- | ------------- | -------- | ------------- | ----- | ----- | ----- | ----- | ----- | ------ | ------- |
| 23 Sep | 17:30 | Nederländerna | 3–0      | Spanien       | 25–15 | 25–14 | 25–17 |       |       | 75–46  | Rapport |
| 23 Sep | 20:30 | Bulgarien     | 0–3      | Ryssland      | 13–25 | 24–26 | 21–25 |       |       | 58–76  | Rapport |
| 24 Sep | 17:30 | Bulgarien     | 0–3      | Nederländerna | 23–25 | 17–25 | 23–25 |       |       | 63–75  | Rapport |
| 24 Sep | 20:30 | Ryssland      | 3–1      | Spanien       | 32–30 | 19–25 | 25–20 | 25–22 |       | 101–97 | Rapport |
| 25 Sep | 17:30 | Ryssland      | 3–1      | Nederländerna | 26–24 | 24–26 | 25–15 | 25–22 |       | 100–87 | Rapport |
| 25 Sep | 20:30 | Spanien       | 3–0      | Bulgarien     | 25–17 | 25–18 | 25–21 |       |       | 75–56  | Rapport |

## Slutspel
- Arenor:

Hala Pionir, Belgrad, Serbien
PalaIper, Monza, Italien
- Alla tider är Central European Summer Time (UTC+02:00).

|  | Åttondelsfinaler       | Åttondelsfinaler       |                        |                     | Kvartsfinaler          | Kvartsfinaler       |                     |                     | Semifinaler         | Semifinaler |  |  | Final | Final |
|  |                        |                        |                        |                     |                        |                     |                     |                     |                     |             |  |  |       |       |
|  |                        |                        |                        |                     | 29 september – Belgrad |                     |                     |                     |                     |             |  |  |       |       |
|  | 28 september – Belgrad |                        |                        |                     |                        |                     |                     |                     |                     |             |  |  |       |       |
|  | Tyskland               | 3                      |                        |                     |                        |                     |                     |                     |                     |             |  |  |       |       |
|  | Tyskland               | 3                      | Tjeckien               | 3                   | 1 oktober – Belgrad    | 1 oktober – Belgrad |                     |                     |                     |             |  |  |       |       |
|  |                        | Tjeckien               | Tjeckien               | 3                   | 1 oktober – Belgrad    | 1 oktober – Belgrad | 0                   |                     |                     |             |  |  |       |       |
|  | Frankrike              | Tjeckien               | 1                      |                     | Tyskland               | 3                   | 0                   |                     |                     |             |  |  |       |       |
|  | Frankrike              | 28 september – Monza   | 1                      |                     | Tyskland               | 3                   |                     |                     |                     |             |  |  |       |       |
|  | 27 september – Monza   | 27 september – Monza   |                        | Italien             | 0                      |                     |                     |                     |                     |             |  |  |       |       |
|  | 27 september – Monza   | 27 september – Monza   | Italien                | Italien             | 0                      | 3                   |                     |                     |                     |             |  |  |       |       |
|  | Nederländerna          | 3                      | Italien                |                     |                        | 3                   | 2 oktober – Belgrad | 2 oktober – Belgrad |                     |             |  |  |       |       |
|  | Nederländerna          | 3                      |                        | Nederländerna       | 1                      |                     | 2 oktober – Belgrad | 2 oktober – Belgrad |                     |             |  |  |       |       |
|  | Azerbajdzjan           | 1                      |                        | Nederländerna       | 1                      | Tyskland            | 2                   |                     |                     |             |  |  |       |       |
|  | Azerbajdzjan           | 1                      | 29 september – Belgrad |                     |                        | Tyskland            | 2                   |                     |                     |             |  |  |       |       |
|  | 28 september – Belgrad | 28 september – Belgrad |                        | Serbien             | 3                      |                     |                     |                     |                     |             |  |  |       |       |
|  | 28 september – Belgrad | 28 september – Belgrad | Polen                  | Serbien             | 3                      | 0                   |                     |                     |                     |             |  |  |       |       |
|  | Serbien                | 3                      | Polen                  | 1 oktober – Belgrad | 1 oktober – Belgrad    | 0                   |                     |                     |                     |             |  |  |       |       |
|  | Serbien                | 3                      |                        | 1 oktober – Belgrad | 1 oktober – Belgrad    | Serbien             | 3                   |                     |                     |             |  |  |       |       |
|  | Rumänien               | 0                      |                        | Serbien             | 3                      | Serbien             | 3                   | Match om tredjepris | Match om tredjepris |             |  |  |       |       |
|  | Rumänien               | 0                      | 28 september – Monza   | Serbien             | 3                      |                     |                     | Match om tredjepris | Match om tredjepris |             |  |  |       |       |
|  | 27 september – Monza   | 27 september – Monza   |                        | Turkiet             | 2                      |                     | 2 oktober – Belgrad | 2 oktober – Belgrad |                     |             |  |  |       |       |
|  | 27 september – Monza   | 27 september – Monza   | Ryssland               | Turkiet             | 2                      | 0                   | 2 oktober – Belgrad | 2 oktober – Belgrad |                     |             |  |  |       |       |
|  | Turkiet                | 3                      | Ryssland               |                     |                        | 0                   | Italien             | 2                   |                     |             |  |  |       |       |
|  | Turkiet                | 3                      |                        | Turkiet             | 3                      |                     | Italien             | 2                   |                     |             |  |  |       |       |
|  | Spanien                | 0                      |                        | Turkiet             | 3                      | Turkiet             | 3                   |                     |                     |             |  |  |       |       |
|  | Spanien                | 0                      |                        |                     |                        | Turkiet             | 3                   |                     |                     |             |  |  |       |       |

### Åttondelsfinaler
| Datum  | Tid   |               | Resultat |              | Set 1 | Set 2 | Set 3 | Set 4 | Set 5 | Totalt | Rapport |
| ------ | ----- | ------------- | -------- | ------------ | ----- | ----- | ----- | ----- | ----- | ------ | ------- |
| 27 sep | 17:30 | Turkiet       | 3–0      | Spanien      | 25–19 | 25–17 | 25–21 |       |       | 75–57  | Rapport |
| 27 sep | 20:30 | Nederländerna | 3–1      | Azerbajdzjan | 23–25 | 27–25 | 25–16 | 25–17 |       | 100–83 | Rapport |
| 28 sep | 17:00 | Serbien       | 3–0      | Rumänien     | 25–19 | 25–15 | 25–20 |       |       | 75–54  | Rapport |
| 28 sep | 20:00 | Tjeckien      | 3–1      | Frankrike    | 25–21 | 23–25 | 25–14 | 25–14 |       | 98–74  | Rapport |

### Kvartsfinaler
| Datum  | Tid   |          | Resultat |               | Set 1 | Set 2 | Set 3 | Set 4 | Set 5 | Totalt | Rapport |
| ------ | ----- | -------- | -------- | ------------- | ----- | ----- | ----- | ----- | ----- | ------ | ------- |
| 28 sep | 17:30 | Ryssland | 0–3      | Turkiet       | 25–27 | 21–25 | 19–25 |       |       | 65–77  | Rapport |
| 28 sep | 20:30 | Italien  | 3–1      | Nederländerna | 25–21 | 25–20 | 21–25 | 25–18 |       | 96–84  | Rapport |
| 29 sep | 17:00 | Tyskland | 3–0      | Tjeckien      | 25–18 | 25–20 | 25–17 |       |       | 75–55  | Rapport |
| 29 sep | 20:00 | Polen    | 0–3      | Serbien       | 17–25 | 21–25 | 24–26 |       |       | 62–76  | Rapport |

### Semifinaler
| Datum | Tid   |          | Resultat |         | Set 1 | Set 2 | Set 3 | Set 4 | Set 5 | Totalt  | Rapport |
| ----- | ----- | -------- | -------- | ------- | ----- | ----- | ----- | ----- | ----- | ------- | ------- |
| 1 okt | 17:00 | Tyskland | 3–0      | Italien | 25–22 | 25–22 | 25–17 |       |       | 75–61   | Rapport |
| 1 okt | 20:00 | Serbien  | 3–2      | Turkiet | 25–15 | 25–22 | 23–25 | 20–25 | 15–13 | 108–100 | Rapport |

### Match om tredjepris
| Datum | Tid   |         | Resultat |         | Set 1 | Set 2 | Set 3 | Set 4 | Set 5 | Totalt  | Rapport |
| ----- | ----- | ------- | -------- | ------- | ----- | ----- | ----- | ----- | ----- | ------- | ------- |
| 2 Oct | 15:00 | Italien | 2–3      | Turkiet | 21–25 | 25–15 | 27–25 | 19–25 | 10–15 | 102–105 | Rapport |

### Final
| Datum | Tid   |          | Resultat |         | Set 1 | Set 2 | Set 3 | Set 4 | Set 5 | Totalt  | Rapport |
| ----- | ----- | -------- | -------- | ------- | ----- | ----- | ----- | ----- | ----- | ------- | ------- |
| 2 Oct | 18:00 | Tyskland | 2–3      | Serbien | 25–16 | 20–25 | 25–19 | 23–25 | 9–15  | 102–100 | Rapport |

## Slutresultat
| \| Plats \| Lag \| \| ----- \| ------------- \| \| 1 \| Serbien \| \| 2 \| Tyskland \| \| 3 \| Turkiet \| \| 4 \| Italien \| \| 5 \| Polen \| \| 6 \| Ryssland \| \| 7 \| Nederländerna \| \| 8 \| Tjeckien \| \| 9 \| Azerbajdzjan \| \| 10 \| Frankrike \| \| 11 \| Spanien \| \| 12 \| Rumänien \| \| 13 \| Kroatien \| \| 14 \| Bulgarien \| \| 15 \| Ukraina \| \| 16 \| Israel \| | Spelare i segrande laget: 1 Ana Lazarević 2 Jovana Brakočević 3 Sanja Malagurski 5 Nataša Krsmanović 6 Tijana Malešević 7 Brižitka Molnar 8 Ana Antonijević 9 Jovana Vesović 10 Maja Ognjenović 12 Jelena Nikolić 14 Nađa Ninković 16 Milena Rašić 18 Suzana Ćebić (L) 19 Silvija Popović (L) Tränare: Zoran Terzić |
| Plats | Lag |
| 1 | Serbien |
| 2 | Tyskland |
| 3 | Turkiet |
| 4 | Italien |
| 5 | Polen |
| 6 | Ryssland |
| 7 | Nederländerna |
| 8 | Tjeckien |
| 9 | Azerbajdzjan |
| 10 | Frankrike |
| 11 | Spanien |
| 12 | Rumänien |
| 13 | Kroatien |
| 14 | Bulgarien |
| 15 | Ukraina |
| 16 | Israel |

## Individuella utmärkelser
- Mest värdefulla spelare:  Jovana Brakočević (SRB)
- Bästa poängvinnare:  Neslihan Darnel (TUR)
- Bästa spiker:  Margareta Kozuch (GER)
- Bästa blockare:  Christiane Fürst (GER)
- Bästa servare:  Bahar Toksoy (TUR)
- Bästa passare:  Maja Ognjenović (SRB)
- Bästa mottagare:  Angelina Grün (GER)
- Bästa libero:  Suzana Ćebić (SRB)